# Лощиц, Юрий Михайлович
Ю́рий Миха́йлович Ло́щиц (21 декабря 1938, село Валегоцулово, Одесская область) — русский писатель, публицист и литературовед. Лауреат Патриаршей литературной премии (2013).
Свой путь в литературе начал в середине 1950-х как поэт, однако большинство стихов не публиковалось до 1990 года. Приобрёл известность биографиями, выходившими в серии «Жизнь замечательных людей». Наибольший резонанс вызвали книга об Иване Гончарове, повлиявшая на концепцию фильма «Несколько дней из жизни И. И. Обломова», и жизнеописание Дмитрия Донского.
Для поэзии Лощица советского периода характерны лиризм, обилие религиозных образов. В более позднее время он уделяет основное внимание гражданской проблематике, обращается к традициям древнерусской стиховой культуры; также занимается переводами сербских поэтов.
С 1990-х годов работает над художественной прозой. В романах «Унион» и «Полумир» эпизоды русской и сербской истории XIX-XX веков соседствуют с трагическими событиями послеперестроечных лет. Автобиографическая повесть «Послевоенное кино» рассказывает о детских годах.
В публицистике выступает с консервативно-почвеннических позиций.

## Биография
Родился 21 декабря 1938 года в селе Валегоцулове (ныне Долинское) Одесской области в украинско-белорусской семье. Отец, Михаил Фёдорович Лощиц (1917—2015) — выходец из крестьян, участник обороны Ленинграда и прорыва блокады; после войны работал в военной прессе, ушёл в отставку в звании генерал-майора. Мать, Тамара Захаровна Грабовенко (1920—2007) — сельская учительница.
В 1939 году Михаил Лощиц был призван в армию, и его жена увезла ребёнка из Валегоцулова к своим родителям в село Фёдоровка. Там они пережили Великую Отечественную войну, немецкую и румынскую оккупацию. После окончания войны в 1945 году семья переехала в Новосибирск, где была дислоцирована воинская часть отца, а через два года — в Москву.
В 1962 Юрий Лощиц окончил филологический факультет МГУ имени М. В. Ломоносова. В студенческий период посещал литературные мастерские Павла Антокольского и Николая Старшинова. После университета на некоторое время увлёкся журналистикой, работал корреспондентом и редактором в газетах «Ленинское знамя» (1962—1964), «Пионерская правда» (1964—1965), «Учительской газете» (1966—1970). Позже вспоминал эти годы как напрасно потерянные, хотя журналистские навыки оказались востребованными и в дальнейшей жизни.
Выбор писательского пути, по словам самого Лощица, определило «общее для той поры романтически-преувеличенное представление о том, что литература способна самым решительным образом повлиять на всеобщую перемену жизни к лучшему». Любовь к художественному слову Древней Руси, её культуре он перенял от своих университетских преподавателей — Николая Либана, Владимира Турбина. Благодаря произведениям Виктора Астафьева, Василия Белова, Валентина Распутина писатель смог «лучше понять трагедию, пережитую в XX веке русской деревней». В конце 60-х — начале 70-х годов через знакомство с древнерусской архитектурой и иконописью Лощиц обратился в православие, что в значительной мере определило его дальнейшее творчество.
В 1974—1983 был редактором серии «Жизнь замечательных людей» издательства «Молодая гвардия», где участвовал в работе над книгами «Паскаль» и «Чаадаев» Бориса Тарасова, «Рублёв» Валерия Сергеева, «Кант» и «Шеллинг» Арсения Гулыги. В 1990—1994 служил редактором газеты «Литературная Россия». В 1995—1997 гг. возглавлял журнал «Образ». В 2003—2007 гг. являлся главным редактором историко-культурологического альманаха «Тобольск и вся Сибирь». С 2000 г. — редактор портала «Русское воскресение».
Член Союза писателей СССР с 1980, с 2003 — секретарь правления Союза писателей России. В декабре 2010 г. вошёл в состав Совета экспертов Патриаршей литературной премии. С 5 мая 2015 года — член Палаты попечителей этой премии.
С начала 1970-х был активистом Всероссийского общества охраны памятников истории и культуры. В 1990 году стал одним из подписавших письмо 74-х. Участвовал в защите Белого дома в октябре 1993 года. С журналистскими командировками ездил в Афганистан в 1988 году и в Югославию во время военных конфликтов 1990-х.
Отец двоих сыновей. Живёт и работает в Москве.

## Творчество

### Поэзия
Юрий Лощиц начал писать стихи ещё в средней школе, первые публикации — в коллективных сборниках поэтов МГУ «Радуга» (1958) и «Открытая земля» (1959). Обучаясь в университете, пережил увлечение поэзией и личностью Велимира Хлебникова.
В 1961 году из-за появления «Стихов о бессоннице» Лощица в новогоднем номере архангельской молодежной газеты «Северный комсомолец» редакция издания была разогнана. Сам факт публикации бюро обкома КПСС признало «грубой политической ошибкой», посвятив ему специальное постановление:
<…> Ю. Лашицем допущено много ошибочных, порочных положений, с аполитичных позиций рассматриваются некоторые успехи нашего народа. Так ракеты и спутники в толковании этого автора появились «из пота нашего и крови», что «недосыпали мы, недоедали, чтобы этим спутникам летать». В период, когда в нашей стране установлен 6-7 часовой рабочий день, автор Ю. Лошиц утверждает, что «все отдыхи долой отброшены» и заключает, что «надо на земле работать, а отсыпаться под землёй».
После прихода автора к вере в его стихах наряду с религиозными мотивами («Серый день», «Дерзай, да будешь Божий…», «И вот остались мы одни…», «Бог по имени Нет (Подражание английскому)») появляются лирические описания природы («Река, и за рекой гора…», «Журавль», «Песня странника»), а также религиозно окрашенные воспоминания о детстве («Дарья», «Мама вносит с мороза бельё…»).
Первая книга поэзии «Столица полей» была издана, отчасти по цензурным соображениям, только в 1990 году. Позже вышли сборники «Больше, чем всё» (2001) и «Величие забытых» (2007). В 1990-е и 2000-е годы наряду с привычной силлаботоникой поэт использует ритмические возможности древнерусской стиховой культуры — как книжной, так и фольклорной. Характерными для поэзии Лощица становятся причеты («Песня»), плачи («Прощание с Сербией»), разговорные интонации («Класс»). Сквозные темы стихов 1990-х — боль за поруганную Отчизну, за обманутых и униженных соотечественников («Он видел великую кровь…», «Сквозь строй»).
Преимущественно напевная и печальная, поэзия Лощица отображает прогрессирующий распад мира. Тема Божьего возмездия реализована средствами буффонады, речитатива, раешного стиха, полифонии голосов и реплик в поэме «Христос ругается». Приведенные в Евангелии гневные слова Спасителя, обличавшего «порождений ехидниных», легли в основу образа «Ярого ока, Спаса-Ругателя», истребляющего все нечистое.
Для гражданских стихов Лощица характерны трагические интонации («По одному уйдем мы, не узнав / На ком из нас опомнится Россия» («Юрий Селезнев», 1994)), параллели с сербской историей («Прощание с Сербией»). Немалую часть его творчества составляет духовная лирика («У тонкого сна на краю…», «Афон», «Свете тихий»). Немощь человеческой природы и устремленность души к небу выражены в цикле «Валаам».

### Биографическая проза
Для прозы Лощица с самого начала было свойственно желание осмыслить подлинные исторические события и непридуманные человеческие судьбы. Отказываясь от вымышленных персонажей, событий и диалогов, писатель восполняет недостаток биографических сведений обилием деталей, характеризующих ту или иную эпоху. Подобный метод художественно-исследовательской реконструкции проявился уже в книге «Сковорода» (1972) об украинском философе и поэте XVIII века. Как отмечал Сергей Лыкошин, «в округлом, выразительном слове Ю. Лощица открывалась история, выраженная в мировоззрении Г. Сковороды… понимание многих скрытых от глаз, но ясных сердцу движений разума и откровений духа».

#### «Гончаров»
Известность писателю принесла вторая из художественных биографий — «Гончаров» (1977), в которой перед читателем открывался духовный путь русского классика. В книге разрушались идеологические схемы, сложившиеся в советское время вокруг творчества Ивана Гончарова. Центральной стала глава о романе «Обломов», где Лощиц вводит персонажа в мифологический, сказочно-фольклорный и библейский контекст, а также говорит о глубине и современности «проблемы Обломова». По мнению писателя, Обломов не только подвергается критике автора, но и выражает собственные идеи Гончарова, бросая вызов ограниченному практицизму.
Книга «Гончаров», наряду с другими изданиями серии «ЖЗЛ» («Достоевский» Юрия Селезнева, «Островский» Михаила Лобанова, «Гоголь» Игоря Золотусского), оказалась в центре острых полемик о классике в начале 1980-х. Издательство выдвинуло книгу на соискание Государственной премии, однако с публичным осуждением «Гончарова» выступил секретарь ЦК КПСС Михаил Суслов. После выхода передовой статьи «Революция, народ, история» в журнале «Коммунист», где автору инкриминировались «попытка идеализировать старину», «отступление от социально-классовых критериев», началась кампания против книги и её автора.
Среди критиков биографии Гончарова — Борис Бялик («противоречие с ленинскими оценками»), С. Вайсман («антидобролюбовская трактовка обломовщины»), Станислав Рассадин, Василий Кулешов, Пётр Николаев, Владимир Новиков, В. Баранов, Юрий Суровцев и Виталий Озеров. Семён Резник в позднее опубликованной статье «Остановите музыку!» обвинял Лощица в антисемитизме, неприятии прогресса, клевете на декабристов и народников, а также отмечал, что тот находится «в плену разрушительных иллюзий и, если не завиральных, то, несомненно, тлетворных идей». По словам Резника, «Гончаров» — «это своего рода образец произведения антибиографического жанра».
Феликс Кузнецов говорил о недостатках «Гончарова» в статьях «„Нигилизм“ и нигилизм» и «Истина истории». С поддержкой книги выступили Михаил Лобанов и Дмитрий Жуков. Впоследствии идеи биографии положительно оценивал Валентин Недзвецкий, который неоднократно ссылался на неё в своих работах.
Составители примечаний к «Обломову» в полном собрании сочинений Гончарова, выходящем в издательстве «Наука» с 1997 г., поддерживают некоторые из высказанных в биографии точек зрения — в частности, сопоставление романа с книгой «Фрегат „Паллада“». При этом суждения писателя о Штольце, на их взгляд, «предельно пристрастны, почти памфлетны». Вывод же Лощица об автобиографичности образа Обломова эти исследователи считают «итоговым для советского этапа изучения связи биографии Гончарова и его творчества».
Концепция романа и его героя, данная Лощицем, воплощена в фильме Никиты Михалкова «Несколько дней из жизни И. И. Обломова» (1979).
Эпизод с гонениями на «Гончарова» был затронут в книге Михаила Ходорковского и Леонида Невзлина «Человек с рублём» в контексте общей критики советского строя, на что сам Лощиц отреагировал с иронией. По его мнению, миллиардеры упомянули биографию Гончарова из-за несогласия автора с Лениным, а саму книгу не читали, иначе оказались бы в стане её противников.

#### «Дмитрий Донской»
Художественная биография «Дмитрий Донской» (1980) воссоздавала картину русской жизни XIV в. Лощиц достаточно точно следовал источникам, в то же время многочисленные художественные элементы сближают его книгу с историческим романом. Автор также использовал ряд спорных «татищевских известий», отнеся в своей библиографии «Историю Российскую» Василия Татищева, написанную по второй четверти XVIII века, к разделу «Источники», а не к разделу «Исследования». Беллетризованным является и подробное описание Куликовской битвы, которое, по мнению Алексея Любомудрова, «стало одним из лучших в русской исторической прозе». Однако Лощиц не ограничился художественной реконструкцией и непосредственно вслед за ней поместил отдельную главу «Обстоятельства битвы», содержащую подробный разбор известий разновременных источников.
Показывая средневековый мир изнутри, автор помогал читателю войти в него. В монологах персонажей, отрывках летописей, авторских раздумьях приоткрывалось закрытое для современников православное миросозерцание. В условиях жёсткой идеологической цензуры и атеистического диктата Лощицу удавалось, используя несобственно-прямую речь, излагать даже основы христианской аскетики.

Главной в книге является тема исторического испытания. Автор призывал современников перенять и сохранить созидательную энергию, мужество в преодолении препятствий, высшие духовные достижения, присущие соотечественникам средневековой эпохи. Кульминация книги — лирический монолог автора, в котором, на взгляд Любомудрова, различимы интонации Гоголя и Достоевского: 
Слышите ли вы, други, нашу тризну?.. И вы слышите ли там, везде, по всему свету?.. Мы — будем! Хотите ли, не хотите, мы будем жить, будем строить златошлемные каменные дива и прочные житницы, рожать детей и сеять зерно в благодатные борозды. Мы еще соберем добрых гостей со всего света, и никто не уйдет с русского пира несыт.
«Дмитрию Донскому» посвятили доброжелательные разборы Л. Демин, Михаил Антонов, Вадим Каргалов, В. Калита, Алексей Любомудров, Виктор Буганов. В 1993 г. появилось канадское репринтное воспроизведение советского издания 1980 года (Монреаль; Нью-Йорк) с предисловием Первоиерарха Русской Зарубежной Церкви митрополита Виталия, который назвал книгу «шедевром русской исторической литературы» и отметил, что она вдохновляет «на подвиг любви к своей Вере и попранной Родине». По словам владыки Виталия, «автор изложил весь этот труд прекрасным русским языком, вернув к жизни многие старые русские, полузабытые или просто забытые, слова».
Книга выдержала около 10 переизданий, её общий тираж превысил четыре миллиона экземпляров.

##### Попытка экранизации
В 1982 киностудия «Мосфильм» заключила с Лощицем договор на экранизацию «Дмитрия Донского». Кинокартину планировал снять Никита Михалков, но по личному распоряжению Юрия Андропова работу над фильмом пришлось прекратить, чтобы «не обижать восточных товарищей».

#### «Кирилл и Мефодий»
В 2013 году вышла книга «Кирилл и Мефодий», над которой писатель работал более двенадцати лет. Валерий Ганичев охарактеризовал её как «громадную по масштабу и глубине», подчеркнув работу автора с источниками и обоснованность оценок эпохи. Председатель Издательского совета Русской православной церкви митрополит Калужский Климент (Капалин) также считает работу «по-настоящему качественной». В то же время протодиакон Андрей Кураев, подтвердив знание Лощицем фактического материала, назвал биографию «в целом <…> агиткой, очень далекой от научности», а её стиль сравнил со стилем книг Владимира Мединского.
С тем, что автор «многое навязывает своему читателю, и это касается не только идейно-содержательной составляющей», согласился и историк Денис Сахарных. Среди других его замечаний — «презумпция разумности, благости и неизбежности всех свершений» героев книги, «„толстые“ политические намёки, без которых вполне можно было обойтись» и «далеко не полное освещение» значимости подвига Кирилла и Мефодия. Неотъемлемым достоинством биографии Сахарных считает то, что она не просто «образец исторической публицистики», а «просветительский текст», и именно с просветительской точки зрения он получился наиболее удачным.

### Художественная проза
Романы «Унион» (1992) и «Полумир» (1996) составляют дилогию, действие которой происходит то в Сербии, то в России. В первом из них совмещаются несколько исторических пластов: в текст введены историко-документальные повести о генерале Драже Михайловиче и четническом Равногорском движении, о вожде первого Сербского восстания Георгии Черном, основателе королевской династии Карагеоргиевичей. Автор «присутствует» и в послевоенной сталинской Москве, и в Афганистане, оставаясь при этом в тесном номере белградского отеля «Унион» в самый канун распада советского «униона». По мнению Эдуарда Володина, «Унион» «можно рассматривать и как современное летописание о Сербии, и как традиционное для эпоса хождение за три моря русского героя». Название второго романа тоже сербское: Полумир — маленькое селение в Сербии, где слегка подвыпившие герои мечтают учредить столицу всего славянского сообщества.
Появление обоих романов в сербском переводе (Белград—Дервента, 1997; Белград, 2005) вызвало большое число откликов в югославской периодике. Так, Милован Данойлич говорил о необычности формы в статье «В сербском коло». По его словам, «хотя роман Лощица охватывает события и обстоятельства двух столетий, действительное время романа, написанного в стиле потока сознания и в монологах, длится от вечера до утра…».
Автобиографическая повесть «Послевоенное кино» (2000) стала неким итогом размышлений Лощица над истоками народного характера, смыслом современной истории России. В ней запечатлены воспоминания автора о своем детстве, картины послевоенной Сибири, Украины, Москвы. На взгляд Эдуарда Володина, это «одна из лучших православно определенных повестей нашей литературы последних десятилетий <…> Интонация книги — светлая, добрая, обнадеживающая — наполняет читателей светом и добротой, на которые так скупа наша циничная и озлобленная повседневность». Внутреннюю убедительность повести подчёркивал Виктор Гуминский, отмечавший, что детское восприятие мира — «глубокий взгляд современного художника, проницающий времена и дали и умеющий за призрачными оболочками настоящего разглядеть пустоту и национальную трагедию, а за патиной ушедших эпох — полноту бытия и твёрдую веру в будущее».
«Пасха красная» (2002) — опыт в жанре паломнического хожения. Документальная повесть рассказывает о встрече Пасхи в Иерусалиме, где автор собирал свидетельства о жизни первых христиан.

### Публицистика
Книга Лощица «Земля-именинница» (1979) — цикл лирических эссе, исторических очерков, рассказов о родной истории, топонимике, о единстве земли и рождённого ей народа. Сборник был доброжелательно встречен критиками Александром Разумихиным, В. Рыбаковым, Юрием Селезневым. По мнению Алексея Любомудрова, в книге Лощиц «выступил как талантливый мастер слова — живого, богатого, мягкого, затрагивающего глубину человеческого сердца, волнующего душу». В противовес этой точке зрения Семён Резник заявлял, что «основным стержнем» книги «является воспевание и идеализация самой дремучей патриархальщины», а самого автора характеризовал как «малоталантливого и крайне невежественного литератора».
Другие публицистические произведения писателя — книга «Слушание земли» (1988), документальный очерк «Свидетельствую» (1995), книга «Славянские святцы» (2006). Юрий Лощиц регулярно выступает по острым общественно-политическим вопросам на страницах журнала «Новая книга России». Характеризуя свои убеждения, автор подчёркивал: «… ничего намеренно „патриотического“ я никогда не ставил себе целью писать, полагая, что патриотизм — это не профессия, не должность, а внутреннее состояние, и если оно есть, то это и так видно».

### Переводы
Лощиц — автор переводов с сербского: отрывков из книги Драгиши Васича «Воспоминания о России», эпических песен из «Косовского цикла», стихотворений Джуры Якшича, Десанки Максимович, Зорана Костича.

### Киносценарии
Автор сценариев к телевизионным фильмам о святых Мефодии и Кирилле: «Солунский пролог» (1997) и «Торжество и смерть в Риме» (2001), а также «Старец Силуан Афонский» (2001).

### На других языках
«Гончаров» переведен на болгарский (София, 1983), «Дмитрий Донской» — на польский (Варшава, 1987), сербский (Белград—Приштина, 2000) и армянский, «Унион» — на сербский (Белград—Дервента, 1997; Белград, 2005), «Полумир» — также на сербский язык (Белград, 2005). Стихотворения из книги «Столица полей» переводил на сербский Владимир Ягличич.

## Награды
- Орден святого благоверного князя Даниила Московского III степени Русской православной церкви (1998) — «во внимание к инициативе по воссозданию храма Христа Спасителя»

### Премии
- Премия журнала «Огонёк» (1982)[2]
- Премия журнала «Наш современник» (1992) — за роман «Унион»[2]
- Премия журнала «Москва» (1999) — за переводы сербской поэзии[2]
- Премия имени Эдуарда Володина (2002) — за повесть «Послевоенное кино»[55]
- Премия имени А. С. Хомякова (2003)[2]
- Большая литературная премия России Союза писателей России (2003) — за повесть «Пасха красная» и книгу прозы «Полумир»[2]
- Вторая премия «Александр Невский» (2006) — за книгу «Дмитрий Донской»[56]
- Литературная премия, посвящённая 200-летнему юбилею И. А. Гончарова (2006) в номинации «Исследователям за выдающийся вклад в изучение и пропаганду жизни и творчества И. А. Гончарова»[57]
- Бунинская премия (2009) — за книгу «Избранное»[58]
- Патриаршая литературная премия имени святых равноапостольных Кирилла и Мефодия (2013)[1]
- Международная православная литературная премия «Богородица Троеручица» (2014)[59]